# Resolutie 1928 Veiligheidsraad Verenigde Naties
Resolutie 1928 van de Veiligheidsraad van de Verenigde Naties werd op 7 juni 2010 goedgekeurd door de VN-Veiligheidsraad. Deze resolutie verlengde het mandaat van het expertenpanel dat toezag op de sancties tegen Noord-Korea met één jaar.

## Achtergrond
Al in 1992 werd een akkoord gesloten over de bevriezing van Noord-Korea's kernprogramma. In het begin van de 21e eeuw kwam het land echter in aanvaring met de Verenigde Staten, die Noord-Korea bij de zogenaamde as van het kwaad rekenden. Noord-Korea hervatte de ontwikkeling van kernwapens en ballistische raketten om ze af te dragen. In oktober 2006 voerde het land een eerste kernproef uit, in mei 2009 gevolgd door een tweede. Hierop werden er sancties ingesteld tegen het land.

## Inhoud
De Veiligheidsraad verlengde het mandaat van het panel van experts, opgericht middels resolutie 1874, dat toezag op de sancties tegen Noord-Korea, opgelegd krachtens resolutie 1718, tot 12 juni 2011. Op alle landen, VN-agentschappen en andere betrokkenen werden ook aangedrongen voluit mee te werken met het panel.

## Verwante resoluties
- Resolutie 1874 Veiligheidsraad Verenigde Naties
- Resolutie 1887 Veiligheidsraad Verenigde Naties
- Resolutie 1977 Veiligheidsraad Verenigde Naties (2011)
- Resolutie 1985 Veiligheidsraad Verenigde Naties (2011)

Lijst ·  1908 ·  1909 ·  1910 ·  1911 ·  1912 ·  1913 ·  1914 ·  1915 ·  1916 ·  1917 ·  1918 ·  1919 ·  1920 ·  1921 ·  1922 ·  1923 ·  1924 ·  1925 ·  1926 ·  1927 ·  1928 ·  1929 ·  1930 ·  1931 ·  1932 ·  1933 ·  1934 ·  1935 ·  1936 ·  1937 ·  1938 ·  1939 ·  1940 ·  1941 ·  1942 ·  1943 ·  1944 ·  1945 ·  1946 ·  1947 ·  1948 ·  1949 ·  1950 ·  1951 ·  1952 ·  1953 ·  1954 ·  1955 ·  1956 ·  1957 ·  1958 ·  1959 ·  1960 ·  1961 ·  1962 ·  1963 ·  1964 ·  1965 ·  1966